# Emil Ziehl
Emil Ziehl (* 1873; † 1. června 1939) byl německý inženýr a podnikatel.

## Život
Vyrůstal společně s pěti dalšími sourozenci v kovárně svého otce v Braniborsku a měl se vyučit v rodinném podniku. Díky svému výtvarnému talentu přesvědčil třídní učitel jeho otce, aby začal navštěvovat výtvarnou školu v obci Rackow v Braniborsku. Poté navštěvoval vysokou školu technickou.
Na základě doporučení svého profesora začal pracovat jako konstruktér u společnosti AEG. Ve vývoji elektromotorů vykonával průkopnickou práci při měření a kontrole generátorů. V roce 1897 přechází do společnosti Berliner Maschinenbau AG, pro kterou vyvinul první elektricky poháněný setrvačník v kardanovém závěsu a tím první vnější motor. Německý patent získal v roce 1904, US-patent již 27. listopadu 1900.
Roku 1909 koupil Ziehl závod Rolandwerke v Berlíně Weißensee.
Společně se švédským investorem Eduardem Abeggem zakládá 2. ledna nebo v červnu 1910 podnik Ziehl-Abegg. Ziehl vkládal velké naděje do Abegga, který měl pro podnik vyvinout větrné elektrárny. Poté, co již bylo dáno do oběhu firemní logo, vyšlo najevo, že Abegg není schopen poskytnout slíbené finanční prostředky a dodaný patent větrných motorů byl nepoužitelný. Abegg opustil podnik ještě ve stejném roce.
Emil Ziehl měl tři dcery a dva syny. Starší syn, Günther Ziehl, se narodil 5. září 1913, mladší syn, Heinz, v roce 1917. Günther Ziehl začal v roce 1935 studovat na Vysoké škole technické v Berlíně Charlottenburgu a později vedl podnik svého otce.

## Posmrtná pocta
Obec Schöntal v Bádensko-Württembersku ocenila působení Emila Ziehla v roce 2015 názvem ulice Emil-Ziehl-Straße. Tato ulice se nachází v místní části Bieringen, kde se nachází výrobní závod společnosti Ziehl-Abegg. Nová tabule s názvem ulice byla předána při příležitosti oslav 50 let výroby společnosti Ziehl-Abegg na místě Schöntal-Bieringen starostkou paní Patrizií Filz vnukovi Emila Ziehla, panu Uwemu Ziehlovi.

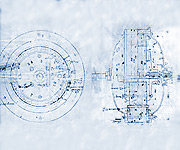
První návrh externího rotačního motoru
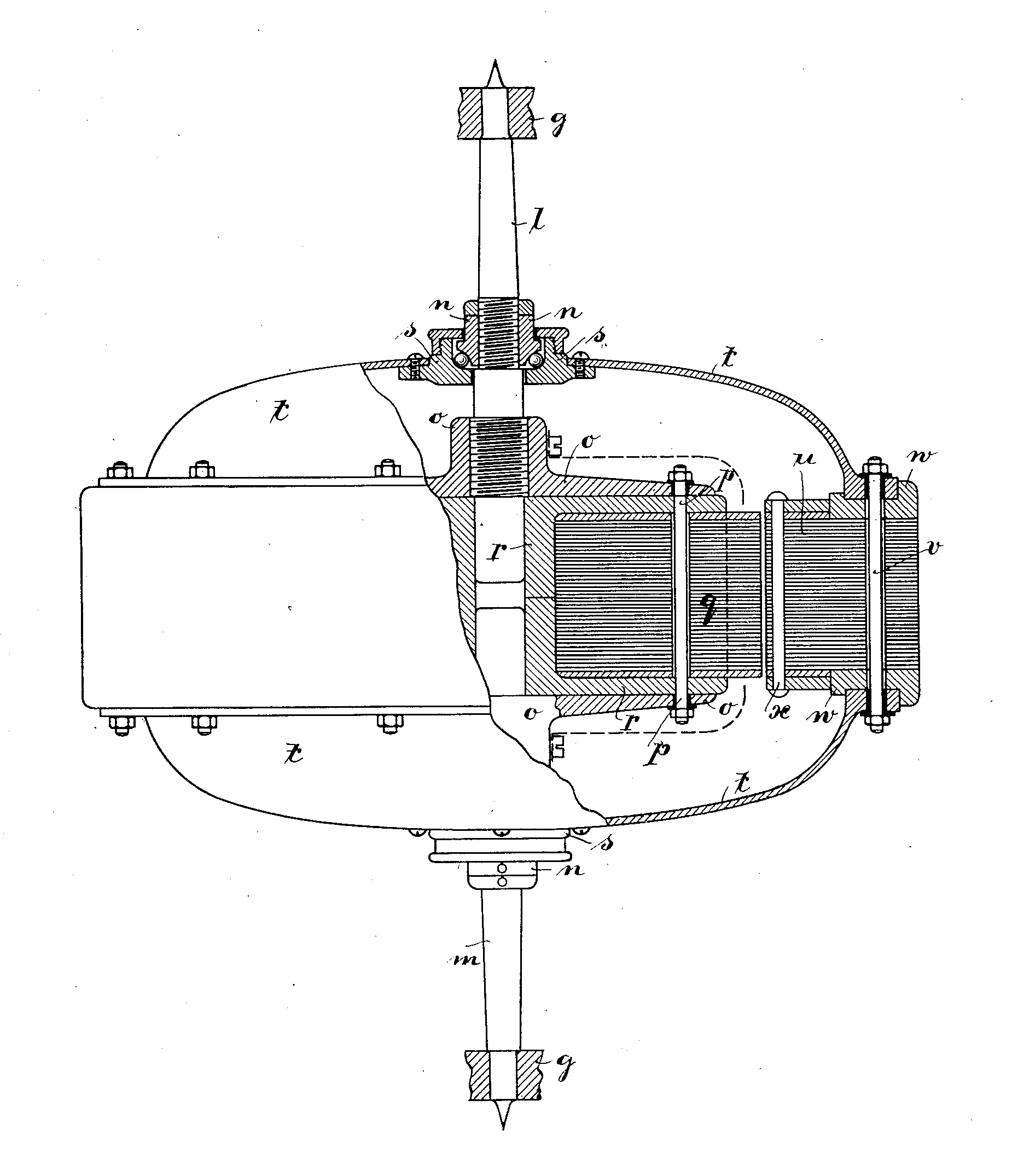
Kresba rotačního motoru podle US patentu US662484 A